# Eugen Verspohl
Eugen J. Verspohl (* 22. Mai 1947 in Hamm) ist ein deutscher Pharmazeut und ehemaliger Hochschullehrer (Pharmazeutische Chemie).

## Leben
Nach dem Schulbesuch in seiner Heimatstadt studierte Eugen Verspohl von 1966 bis 1971 Pharmazie in Münster mit Approbation als Apotheker. Er wurde 1973 an der Universität Düsseldorf  bei Kurt Greeff mit einer Arbeit Development of radioimmunological methods for determination of glycosides of digitoxigenin, ouabagenin and k-strophanthidin including investigations on pharmacokinetics of digitoxin and ouabain promoviert.
Verspohl wechselte dann an die Universität Tübingen, wo er sich 1982 bei Hermann Ammon habilitierte (Insulin receptors in islets of Langerhans) und 1984 eine C2-Professur für Pharmakologie und Toxikologie übernahm. Schließlich folgte er 1991 einem Ruf an die Universität Münster und lehrte dort bis 2012. Im gleichen Jahr gründete er eine nach ihm benannte Stiftung zur Förderung von Studierenden.
Sein Arbeitsgebiet war insbesondere die Diabetesforschung, hier insbesondere die Mechanismen der Insulinfreisetzung in den Langerhans-Inseln und die entsprechenden Rezeptoren sowie Liganden für deren Aktivierung und Inaktivierung. Zudem untersuchte er mögliche pharmakologische Wirkungen verschiedener pflanzlicher Präparate.

## Ehrungen
- 1974: Edens-Preis der Universität Düsseldorf für die Dissertation
- 2012: Verdienstmedaille der Apothekerkammer Westfalen
- 2015: Lesmüller-Medaille der Bundesapothekerkammer[1]

## Publikationen
Verspohl ist Autor oder Koautor von über 170 Veröffentlichungen, darunter elf Büchern.